# Кантильяно, Роберто
Роберто Кантильяно Виндас (исп. Roberto Cantillano Vindas; 2 марта 1887, Санто-Доминго-де-Эредиа — 15 ноября 1955) — коста-риканский флейтист, дирижёр и композитор.
Начал учиться музыке в родном городе у Лусио Авенданьо, затем перебрался в Сан-Хосе. В 1903—1906 гг. первый флейтист военного оркестра в Алахуэле, с 1906 г. играл на флейте в военном оркестре Сан-Хосе. С 1907 г. совершенствовался как исполнитель под руководством возглавившего военные оркестры Коста-Рики бельгийского флейтиста и дирижёра Жана (Хуана) Лоотса. Первая флейта военного оркестра Сан-Хосе до 1920 г. В 1916 г. аккомпанировал выступавшей в Коста-Рике певице Амелите Галли-Курчи. В 1919—1924 и 1925—1936 гг. главный дирижёр военного оркестра Сан-Хосе, в перерыве совершил поездку в США, где записал «Бабочку» Эрнесто Кёлера и «Андалуску» Эмиля Пессара с пианистом Лесли Ли. В 1926—1928 гг. первая флейта в Симфоническом оркестре Коста-Рики под руководством Лоотса. В 1936—1948 гг. руководил работой всех военных оркестров Коста-Рики.
Автор маршей и вальсов для духового оркестра, небольших сочинений для флейты.